# Aleksandr Medvedev

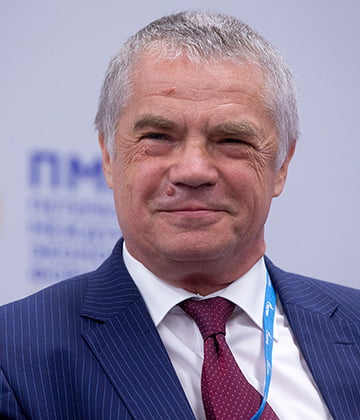
Aleksandr Medvedev in 2020

Aleksandr Ivanovitsj Medvedev (Russisch: Александр Иванович Медведев) (Sjachtersk Oblast Sachalin, 14 augustus 1955) is de vicevoorzitter van de strategische raad van Gazprom en de algemeen directeur (CEO) van Gazeksport; het exportbedrijf van Gazprom.
Hij werd geboren in Sjachtersk in oblast Sachalin. In 1978 studeerde hij af aan het Instituut voor Natuurkunde en Technologie in Moskou.
Van 1978 tot 1989 werkte hij voor het Instituut voor de wereldeconomie en internationale betrekkingen van de RAN van de SU. Vanaf 1989 tot 1991 was hij directeur van de Sovjet-Donau-Bank AG in Wenen en directeur van dochteronderneming Inter Trade Consult GmbH. Van 1991 tot 1996 en van 1998 tot 2002 was hij directeur van het Oostenrijkse IMAG Investment Management & Advisory Group GmbH. Tussen 1997 en 1998 was hij vicepresident van het Oostelijk Oliebedrijf (Восточная Нефтяная Компания) in Moskou. In augustus 2002 werd Medvedev benoemd tot algemeen directeur van Gazeksport. Voor zijn aanstelling als voorzitter van de raad van toezicht was hij al lid van dit orgaan.